# متدثرة تراخومية
المتدثرة التراخومية أو المتدثرة الحثرية أو كلاميديا تراكوماتيس (الاسم العلمي: Chlamydia trachomatis) والمعروفة باسم الكلاميديا، هي نوع من البكتيريا يتبع جنس المتدثرة من الفصيلة المتدثرية يمكن أن تتكاثر فقط في الخلايا البشرية وتسبب المتدثرة، التي يمكن أن تتجلى بطرق مختلفة، بما في ذلك: التراخوما، والورم الحبيبي الليمفي المنقول جنسيا، والتهاب الإحليل الغضروفي، والتهاب عنق الرحم، والتهاب البوق، ومرض التهاب الحوض. المتدثرة التراخومية هي السبب الأكثر شيوعا للعمى والبكتيريا المنتقلة جنسيا الأكثر شيوعاً.
تسبب أنواع مختلفة من المتدثرة التراخومية أمراضا مختلفة، حيث تسبب السلالات الأكثر شيوعا مرضا في الجهاز التناسلي، في حين أن سلالات أخرى تسبب مرضا في العين أو الغدد الليمفاوية. ومثل غيرها من الأنواع المتدثرة، تتكون دورة حياة المتدثرة التراخومية من مرحلتين متميزتين شكليا: أجسام أولية وأجسام شبكية، حيث تكون الأجسام الأولية شبيهة بالبذور والمعدية، بينما الأجسام الشبكية هي مرحلة التكاثر ولا تُرى إلا داخل الخلايا المضيفة.

## الوصف
المتدثرة التراخومية هي بكتيريا سلبية الغرام لا يمكن أن تتكاثر إلا داخل الخلية المضيفة. وعلى مدار دورة حياتها، تأخذ البكتيريا شكلين متميزين: أجسام أولية تتراوح من 200 إلى 400 نانومتر محاطة بجدار خلوي صلب يسمح لها بالبقاء خارج الخلية المضيفة، ويمكن أن يؤدي هذا النموذج إلى ظهور عدوى جديدة إذا تلامس مع خلية مضيفة حساسة، والأجسام شبكية تتراوح من 600 إلى 1500 نانومتر، ولا توجد إلا داخل الخلايا المضيفة، وكلا الشكلين غير متحركين.
جينوم المتدثرة التراخومية أصغر بكثير من البكتيريا الأخرى عند 1.04 ميغا تقريبا، حيث يقوم بتشفير 900 جين تقريبا. ولا يتم ترميز عدد من الوظائف الأيضية الهامة في جينوم تلك البكتيريا، ومن المحتمل بدلاً من ذلك أن يتم مسحها من الخلية المضيفة. وبالإضافة إلى الكروموسوم الذي يحتوي على معظم الجينوم، تحمل كل سلالات المتدثرة التراخومية تقريبا بلازميد يبلغ 7.5 كيلوباز يحتوي على 8 جينات. دور هذا البلازميد غير معروف على الرغم من أن السلالات بدون البلازميد قد تم عزلها، مما يشير إلى أنه غير مطلوب من أجل البقاء للبكتيريا.

## دورة الحياة

دورة الحياة

مثل غيرها من أنواع المتدثرة، فإن المتدثرة التراخومية لديها دورة حياة تتكون من شكلين متميزين شكليا. أولا، ترتبط المتدثرة التراخومية بخلية عائلة جديدة كصورة صغيرة تشبه الجراثيم تسمى الجسم الأولي، حيث يدخل الجسم الأولي الخلية المضيفة، وتحيط به فجوة المضيف، تسمى المشتمل، وفيها تتحول المتدثرة التراخومية إلى شكل أكبر وأكثر نشاطًا استقلابيًا يسمى الجسم الشبكي. ويعدل الجسم الشبكي إلى حد كبير في المشتمل، مما يجعله بيئة أكثر ملائمة للتكرار السريع للبكتيريا، والذي يحدث خلال 30 إلى 72 ساعة التالية.ويعدل الجسم الشبكي إلى حد كبير في المشتمل، مما يجعله بيئة أكثر ملائمة للتكرار السريع للبكتيريا، والذي يحدث خلال 30 إلى 72 ساعة التالية. ثم يعود العدد الهائل من البكتيريا داخل الخلايا إلى الأجسام الأولية المقاومة، قبل أن يتسبب في تمزق الخلية وانطلاقها في البيئة، ثم يتم إلقاء هذه الأجسام الأولية الجديدة في السائل المنوي أو إطلاقها من الخلايا الظهارية في الجهاز التناسلي الأنثوي، والتعلق بالخلايا المضيفة الجديدة. ثم يعود العدد الهائل من البكتيريا داخل الخلايا إلى الأجسام الأولية المقاومة، قبل أن يتسبب في تمزق الخلية وانطلاقها في البيئة، ويعدل الجسم الشبكي إلى حد كبير في المشتمل، مما يجعله بيئة أكثر ملائمة للتكرار السريع للبكتيريا، والذي يحدث خلال 30 إلى 72 ساعة التالية. ثم يعود العدد الهائل من البكتيريا داخل الخلايا إلى الأجسام الأولية المقاومة، قبل أن يتسبب في تمزق الخلية وانطلاقها في البيئة، ثم يتم إلقاء هذه الأجسام الأولية الجديدة في السائل المنوي أو إطلاقها من الخلايا الظهارية في الجهاز التناسلي الأنثوي، والتعلق بالخلايا المضيفة الجديدة. ثم يتم إلقاء هذه الأجسام الأولية الجديدة في السائل المنوي أو إطلاقها من الخلايا الظهارية في الجهاز التناسلي الأنثوي، والتعلق بالخلايا المضيفة الجديدة.

## التصنيف
المتدثرة التراخومية هي بكتيريا من شعبة الكلاميديا، وهي مجموعة من طفيليات داخل الخلية من الخلايا حقيقية النواة.
وتنقسم سلالاتها عموما إلى ثلاثة أنواع حيوية على أساس نوع المرض الذي تسببه، ثم تنقسم تلك الأنواع إلى مزيد من الأنماط المصلية على أساس المستضدات السطحية التي يتعرف عليها الجهاز المناعي. فيسبب النمط المصلي A من خلال C التراخوما، ويسبب النمط D من خلال K الجهاز التناسلي، مما يسبب مرض التهاب الحوض، والحمل خارج الرحم، والعقم. ويسبب النمط L1 خلال L3 عدوى توغلية للعقد الليمفاوية بالقرب من الأعضاء التناسلية تسمى ورم حبيبي ليمفي منقول جنسيا.
يعتقد أن المتدثرة التراخومية قد تباعدت عن الأنواع الأخرى من الكلاميديا منذ حوالي 6 ملايين سنة، عندما ظهر الإنسان الحديث الوحيد المضيف. ويبدو أن الأنساب المختلفة المتغيرة تطوريًا لها تسبب المرض في مناطق مختلفة من الجسم:
|  | معظم السلالات التناسلية السائدة (الأنماط المصلية D-F)                                                                                               |
|  | |
|  | \| \| سلالات تناسلية أقل انتشارًا (الأنماط المصلية G-K، وبعض سلالات النمط المصلي D) \| \| \| \| \| \| سلالات عينية (الأنماط المصلية A-C) \| \| \| \| |
|  | |
|  | سلالات تناسلية أقل انتشارًا (الأنماط المصلية G-K، وبعض سلالات النمط المصلي D)                                                                        |
|  | |
|  | سلالات عينية (الأنماط المصلية A-C) |
|  | |

|  | سلالات تناسلية أقل انتشارًا (الأنماط المصلية G-K، وبعض سلالات النمط المصلي D) |
|  |                                                                              |
|  | سلالات عينية (الأنماط المصلية A-C)                                           |
|  |                                                                              |

## دورها في المرض
لا يمكن التمييز بين العلامات والأعراض السريرية لعدوى المتدثرة التراخومية وعدوى السيلان، فكلاهما من الأسباب الشائعة لالتهاب الإحليل. والمتدثرة التراخومية هي العامل المعدي الأكثر أهمية المرتبط بالعمى (التراخوما)، فحوالي 84 مليون في جميع أنحاء العالم يعانون من عدوى العين التراخومية، وأصيب 8 مليون بالعمى نتيجة للعدوى.

### تطور المرض
توجد الأجسام الأولية بشكل عام في السائل المنوي للرجال المصابين والإفرازات المهبلية للنساء المصابات. وعندما تتلامس مع خلية مضيفة جديدة، ترتبط الأجسام الأولية بالخلية عبر التفاعل بين المواد اللاصقة على سطحها والعديد من بروتينات المستقبلات المضيفة وبروتينات كبريت الهيبارين، وبمجرد أن تعلق، تحقن البكتيريا بروتينات مؤثرة مختلفة في الخلية العائلة باستخدام نظام إفراز من النوع الثالث، وتحفز هذه المؤثرات الخلية المضيفة على أخذ الأجسام الأولية وتمنع الخلية من التسبب في موت الخلايا المبرمج. وفي غضون 6 إلى 8 ساعات بعد العدوى، تتحول الأجسام الأولية إلى أجسام شبكية ويتم تصنيع عدد من المؤثرات الجديدة، التي تتضمن عددًا من البروتينات التي تعدّل غشاء المشتمل، والذي يدعى بروتينات الـ Inc، وكذلك البروتينات التي تعيد توجيه حويصلات المضيف إلى المشتمل. وبعد 8 إلى 16 ساعة من الإصابة، يتم تصنيع مجموعة أخرى من المؤثرات، مما يؤدي إلى اكتساب المغذيات من الخلية المضيفة. وفي هذه المرحلة، تبدأ الأجسام الشبكية بالانقسام، مما يؤدي إلى توسع المشتمل. وإذا أصابت عدة أجسام أولية خلية واحدة، فسوف تندمج مشتملاتها عند هذه النقطة لتكوين مشتمل واحد كبير في الخلية المضيفة. وبعد 24 إلى 72 ساعة من الإصابة، تتحول الأجسام الشبكية إلى أجسام اولية يتم إطلاقها إما عن طريق تحلل الخلية المضيفة أو قذف المشتمل بأكمله في الجهاز التناسلي للمضيف.

### الأعراض
معظم الناس المصابين لا تظهر عليهم أعراض. ومع ذلك، يمكن أن تظهر البكتيريا في واحدة من ثلاث طرق: الأعضاء التناسلية، الرئتين، العين. ويمكن أن تشمل الحالات التناسلية البولية الإفرازات التناسلية، والنزيف المهبلي، والحكة، والتبول المؤلم (عسر التبول). وفي كثير من الأحيان، تكون الأعراض مشابهة لتلك التي تحدث في عدوى الجهاز البولي.

### معدل الانتشار
يتم تشخيص النساء ثلاث مرات أكثر من الرجال بعدوى الجهاز التناسلي، والنساء اللواتي تتراوح أعمارهن بين 15 و19 سنة لديهن أعلى معدل انتشار، يليهن النساء اللواتي تتراوح أعمارهن بين 20 و24 سنة، على الرغم من أن معدل الزيادة في التشخيص أكبر بالنسبة للرجال من النساء. وتشمل عوامل الخطر للإصابة بالتهاب الجهاز البولي التناسلي ممارسة الجنس مع العديد من الأشخاص دون وسيلة حماية، وقلة استخدام الواقي الذكري، والعيش في منطقة حضرية.
يمكن أن تحدث العدوى الرئوية عند الرضع المولودين لنساء مصابات بداء المتدثرات النشطة، على الرغم من أن معدل الإصابة أقل من 10 ٪.
وتأخذ العدوى العينية شكل التهاب الملتحمة أو التراخوما سواء في البالغين والأطفال. والتراخوما هي المصدر الرئيسي للعمى المعدي في بعض المناطق الريفية في أفريقيا وآسيا، وهو مرض استوائي مُهمَل استهدفته منظمة الصحة العالمية للقضاء عليه بحلول عام 2020.

### العلاج
يعتمد العلاج على مكان العدوى وعمر المريض وما إذا كانت هناك عدوى أخرى. ويمكن الإصابة بالمتدثرة التراخومية مع واحد أو أكثر من الأمراض المنقولة جنسيا في نفس الوقت، وغالبا ما يتم علاج كلا الشريكين في وقت واحد لمنع الإصابة مرة أخرى. ويمكن علاج المتدثرة التراخومية بالعديد من المضادات الحيوية، بما في ذلك الأزيثروميسين، أو الاريثروميسين، أو أوفلوكساسين.
الأزيثروميسين والدوكسيسيكلين لها نفس الكفاءة العلاج بنسبة 97 و98 في المئة على التوالي. العلاج بالدوكسيسيكلين 100 ملغ مرتين يوميا لمدة 7 أيام له نجاح مماثل مع دوكسيسيكلين متأخر التحرر باهظ الثمن 200 ملغ مرة يوميا لمدة 7 أيام.
إذا كان العلاج ضروريًا أثناء الحمل، فلا يتم وصف الليفوفلوكساسين وأوفلوكساسين والدوكسيسيكلين، بل يتم العلاج عادة بالأزيثروميسين، أو الأموكسيسيلين، أو الإريثروميسين. والأموكسيسيلين لديه آثار جانبية أقل من الأدوية الأخرى في العلاج ما قبل الولادة. ويمكن إعادة الاختبار خلال فترة الحمل بعد ثلاثة أسابيع من العلاج، وإذا كان خطر الإصابة مرة أخرى مرتفعًا، يمكن تكرار الفحص طوال فترة الحمل.
وإذا تقدمت العدوى، يتطور مرض التهاب الحوض والجهاز التناسلي الصاعد، وقد يكون قد حدث بالفعل تلف في قناة فالوب. وفي معظم الحالات، يتم علاج عدوى الحثرات الرئوية في العيادة الخارجية بالأزيثروميسين أو دوكسيسيكلين. ويُنصح بمعالجة أم الرضيع المصابة بالمتدثرة التراخومية العينية، والتي يمكن أن تتطور إلى التهاب رئوي.

### الاختبارات المعملية
يتم تحديد أنواع المتدثرة بسهولة وتمييزها عن بعضها باستخدام الاختبارات المعتمدة على الحمض النووي.
ويتم التعرف على معظم سلالات المتدثرة التراخومية بواسطة الأجسام المضادة أحادية النسيلة. ومع ذلك، قد تتفاعل هذه الأجسام المضادة أحادية النسيلة أيضًا مع نوعين آخرين من المتدثرة، وهما المتدثرة الخنزيرية والمتدثرة الفأرية.
- تُظهر اختبارات تضخيم الحمض النووي المواد الجينية (DNA) لبكتيريا المتدثرة، وهذه الاختبارات هي الاختبارات الأكثر حساسية المتاحة، وهذا يعني أنها دقيقة للغاية ومن غير المرجح أن تكون نتائج الاختبارات سلبية كاذبة. واختبار تفاعل البلمرة المتسلسل (PCR) هو مثال على اختبار تضخيم الحمض النووي. ويمكن إجراء هذا الاختبار أيضًا على عينة بول.
- تُظهر اختبارات تهجين الحمض النووي أيضا الحمض النووي للمتدثرة، وهو اختبار دقيق جدا، ولكنه ليس حساسا بقدر ما هو اختبار تضخيم الحمض النووي.
- يمكن لمقايسة الامتصاص المناعي المرتبط بالإنزيم العثور على المواد (مستضدات المتدثرة)، التي تحفز جهاز المناعة لمحاربة عدوى المتدثرة. ويمكن استخدام الجسم الأولي للمتدثرة لفرز مراحل مختلفة من العدوى على أساس حالة الأجسام المضادة للأفراد المصابين.[18]
- يجد اختبار مضادات الفلورسنت المباشر أيضا مستضدات المتدثرة.
- تعتبر زراعة خلايا المتدثرة اختبارًا يتم فيه نمو عينة المتدثرة المشتبه بها في قنينة من الخلايا، ويصيب العامل الممرض الخلايا، وبعد فترة حضانة محددة (48 ساعة)، يتم تلوين القوارير وعرضها على مجهر ضوء فلوري.وزراعة الخلايا هي أكثر تكلفة وتستغرق وقتًا أطول (يومين) من الاختبارات الأخرى، ويجب زراعتها في المختبر.[19]

## البحوث
نظرًا لأهميتها بالنسبة لصحة الإنسان، فإن المتدثرة التراخومية هي موضوع البحث في المختبرات حول العالم. وتُزرع البكتيريا بشكل شائع في خلايا مُخلدة مثل خلايا مكوي وخلايا هيلا، ويمكن تحديد الجسيمات المعدية عن طريق إصابة طبقات الخلايا وإحصاء عدد المشتملات المشابهة لمقايسة اللوحة.

## تاريخ
تم وصف المتدثرة التراخومية لأول مرة في عام 1907 من قِبَل ستانيسلاوس فون بروازيك ولودفيغ هالبيرستادتر في بقايا من حالات التراخوما. وظنوا أنهم اكتشفوا «أوليات مغطاة»، فسموا الكائن الحي "Chlamydozoa" من الكلمة اليونانية "Chlamys" التي تعني عباءة. وخلال العقود العديدة التالية، كان يعتقد أن «الكلاميدوزوا» هو فيروس لأنه كان صغيرا بما يكفي للمرور من خلال المرشحات البكتيرية وغير قادر على النمو على وسائط مخبرية معروفة. ومع ذلك، في عام 1966 أظهرت الدراسات المجهرية الإلكترونية أن المتدثرة التراخومية بكتيريا.
تم استزراع عامل المتدثرة التراخومية لأول مرة وعزله في أكياس المح بواسطة تانج فيي فان وآخرون في عام 1957. وكان ذلك حدثًا هامًا؛ لأنه أصبح من الممكن الحفاظ على تلك العوامل التي يمكن استخدامها بعد ذلك لدراسات الجينوم والدراسات المستقبلية. وصاغ عزل المتدثرة التراخومية مصطلح العزلة لوصف كيف تم عزلها من داخل جسم الكائن الحي إلى «سلالة» في زراعة الخلايا، ولكن تمت دراسة عدد قليل منها فقط بالتفصيل، مما حد من المعلومات التي يمكن العثور عليها في التاريخ التطوري لـها. وهناك تقدم في العزل التشخيصي للمتدثرة، بما في ذلك من العين، والمسالك التناسلية، والمستقيم.